# Ahousaht

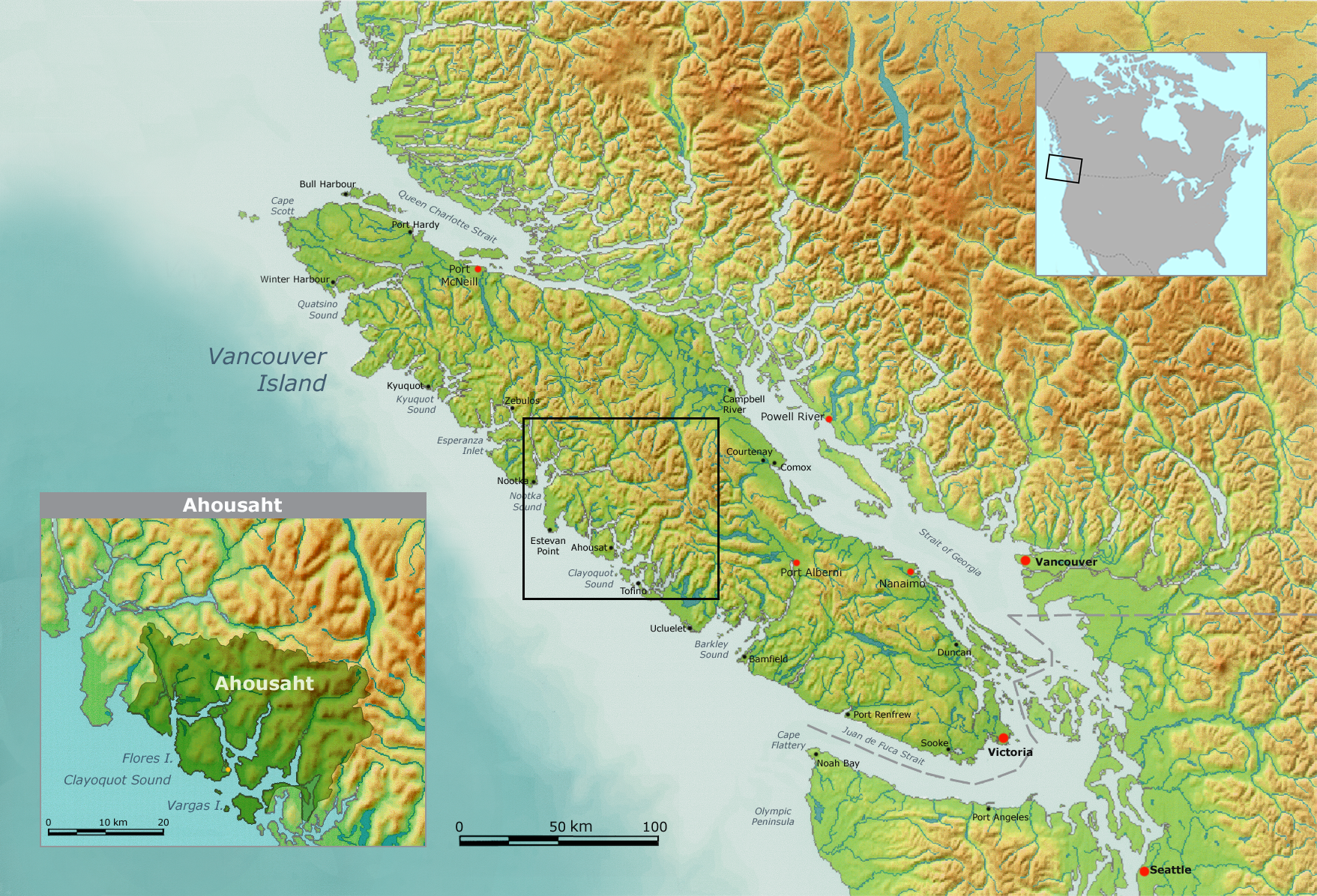
Traditionelles Territorium der Ahousaht auf Vancouver Island

Die Ahousaht (Aussprache: A-house-sat) oder ʔaaḥuusʔatḥ / 7aaẖuus7atẖ („Volk von ʔaaḥuus/7aaẖuus (Ahous)“) sind eine indianische First Nation und lebten ursprünglich im Westen der Vancouver-Insel sowie deren vorgelagerten Inseln vor der Westküste Kanadas. Sie gehören ethnisch-kulturell zu der Stammesgruppe der Nuu-chah-nulth (Nuučaan̓ułʔatḥ) („Volk überall entlang der Berge und des Meeres“) und sind politisch Teil des Nuu-chah-nulth Tribal Council (NTC). Enge verwandte First Nations (bzw. Bands, eine in Kanada ebenfalls übliche Bezeichnung) sind zudem die Ditidaht und Pacheedaht sowie die Makah auf der Südseite der Juan-de-Fuca-Straße im Nordwesten von Washington, einem in den USA auf Bundesebene anerkannten Stamm.
Die heutige Ahousaht First Nation besteht aus Nachfahren mehrerer vormals selbstständiger unabhängiger Nuučaan‘uƚ-sprachiger Stämme oder Siedlungs- bzw. Hausgruppen: Ahousaht (ʔaaḥuusʔatḥ/7aaẖuus7atẖ – „Volk von ʔaaḥuus“), Manhousaht (Maanu̓ʔisʔatḥ/Maan'u7is7ath – „Volk vom Ort, gegenüber vom Meer gelegen“, im Nordwesten von Vargas Island sowie im Sydney Inlet und Shelter Inlet), Kelthsmaht/Kelsomaht (Kiltsm aʔatḥ/Qilhtsma?ath – „Volk von Kiltsm aʔa“, Ostküste von Vargas Island), Piniit-thlaht, Qwatswiaht/Quatsweaht/Qwaacwi-aht (Qʷaatsuwiiʔatḥ/Qwaatswii7ath – „Volk von Qʷats̓wii“), O-inmitisaht/Owinmitisaht (Huuʔinm itisʔatḥ/Uu7inmitis7ath – „Volk von Huuʔinm itis“) und Otsosaht (ʔuutsuʔisʔatḥ; Millar Channel, Herbert Inlet sowie ursprüngliche Bewohner von Flores Island).

## Sprache
Ihre Sprache, das Nuu-chah-nulth oder Nuučaan‘uƚ bzw. Nuučaan̓uɫ gehört zur Wakash-Sprachfamilie und dort zur südlichen Gruppe, den „Südlichen Wakashan-Sprachen“ bzw. „Nootka-Sprachen“. Die Ahousaht sprechen einen der 12 unterschiedlichen Dialekte, die auf Grund ihrer Unterschiedlichkeit von den Sprechern oft als separate Sprachen und nicht als separate Dialekte betrachtet werden; lt. First Peoples' Cultural Council (FPCC) Bericht 2018 gab es 108 Sprecher, 497 Halbsprecher und 794 Lernende Sprecher, bei einer Gesamtpopulation aller Nuu-chah-nulth von 7.895. 2023 wurden nur noch 73 Sprecher, 114 Halbsprecher, 634 lernende Sprecher, bei einer Gesamtzahl von 8033 angegeben. Die Sprache ist auch als Nootka, Aht, Nuuchahnulth, Nuučaan̓uɫ, Nutka, West Coast, Quuquu'aca bzw. T̓aat̓aaqsapa bekannt.
In ihrer eigenen Schreibweise heißen sie ʔaaḥuusʔatḥ / 7aaẖuus7atẖ („Volk von ʔaaḥuus/7aaẖuus (Ahous)“); ihre Eigenbezeichnung nimmt Bezug auf die ursprüngliche Sommersiedlung namens ʔaaḥuus / 7aaẖuus im Südwesten von Vargas Island („ʔaaḥuus/7aaẖuus“ bezieht sich auf das offene Wasser, d. h. die Siedlung war ein geschützter Ort) ergänzt durch das Suffix atḥ/atẖ („Volk“). Die Ahousaht geben heute die Bedeutung der Stammesbezeichnung als „Volk der offenen Bucht“ bzw. „Volk, das mit dem Rücken zu den Bergen und dem Land lebt“ wider, beides nimmt wiederum Bezug auf das offene Wasser bzw. auf den geschützten Charakter der Siedlung. Manchmal wird die Stammesbezeichnung kombiniert auch als „Volk, das mit dem Rücken zum Land und zu den Bergen an einem Strand am offenen Meer lebt“ wiedergegeben.

## Heutige Reservate
Im Clayoquot Sound (früher: Wickaninnish Sound, nach dem berühmtesten Häuptling der Tla-o-qui-aht) leben drei First Nations: Im Norden die Hesquiaht (Hiškʷiiʔatḥ / Hishkwii7ath) auf der Hesquiat Peninsula, in der Mitte auf Flores Island die Ahousaht (ʔaaḥuusʔatḥ / 7aaẖuus7atẖ) und im Süden die Tla-o-qui-aht (Tla7uukwi7ath) auf Meares Island (Wah-nah-juss/Won a chus genannt).
Heute (Stand: November 2023) sind laut Crown-Indigenous Relations and Northern Affairs Canada die Ahousaht mit 2.239 Stammesmitgliedern die größte nuučaan‘uƚ-sprachige und zugleich die bevölkerungsgrößte einzelne First Nation an der Westküste von Vancouver Island; 756 Ahousaht (sprich ca. ein Drittel) lebt innerhalb der insgesamt 25 Reservate mit zusammen 592 Hektar, 99 in anderen Reservaten, während die übrigen 1.383 Ahousaht außerhalb der Reservate in ländlichen und städtischen Gebieten leben, 100 leben nicht im eigenen, sondern in einem anderen Reservat. Alle Reservate gehören zum Alberni-Clayoquot Regional District und befinden sich auf Flores Island, Vargas Island sowie Vancouver Island, umfassen somit einen Großteil des Clayoquot Sound und besitzen keinen Straßenzugang, es gibt zwei Hauptsiedlungen auf Flores Island – Ahousaht (auch: Ahousat) sowie die größte Siedlung Marktosis (auch: Maaqtusiis – „Ein Ort auf der anderen Seite der Insel“), diese sind per Wasserflugzeug und Wassertaxi mit Tofino (N̓ačiqs genannt) verbunden.
- Kutcous Point IR #33 (bei Kutcous Point am südöstlichen Ufer von Flores Island, 39,7 Hektar)
- Marktosis IR #15 (auf McNeil Peninsula mi der Hauptsiedlung „Marktosis/Maaqtusiis“ auf Flores Island, 116,7 Hektar)
- Tootoowiltena IR #28 (in einer kleinen Bucht am Westufer von Flores Island, 8,5 Hektar)
- Ahous IR #16 (auf Vargas Island, südlich von Ahous Bay, 13,8 Hektar)
- Bartlett Island IR #32 (Bartlett Island, 3 Meilen nordwestlich von Vargas Island, 69,6 Hektar)
- Vargas Island IR #31 (an der Südostspitze von Vargas Island, 11,0 Hektar)
- Yarksis IR #11 (am Ostufer von Vargas Island, 41,8 Hektar)
- Chetarpe IR #17 (auf Vancouver Island, am Ostufer des Russel Channel, 14,2 Hektar)
- Cloolthpich IR #12 (auf Vancouver Island, am Ostufer des Manus Channel, 23,9 Hektar)
- Hisnit Fishery IR #34 (auf Vancouver Island, am Ostufer des Hesquiat Harbour nahe Kanim Lake, 2,9 Hektar)
- Kishnacous IR #29 (auf Vancouver Island am Kopfende des Sydney Inlets, 13,7 Hektar)
- Moyehai IR #23 (auf Vancouver Island am Westufer der Moyeha Bay nahe der Mündung des Moyeha River, 5,3 Hektar)
- Oinimitis IR #14 (auf Vancouver Island am Ostufer des Bedwell Sounds, 10,1 Hektar)
- Openit IR #27 (auf Vancouver Island bei Sharp Point an der Westseite des Sydney Inlets, 31,1 Hektar)
- Peneetle IR #22 (auf Vancouver Island bei Whitepine Crove Herbert Island, 38,4 Hektar)
- Quortsowe IR #13 (auf Vancouver Island an der Mündung des Bulson Creek in die Warn Bay, 14,6 Hektar)
- Seektukis IR #24 (auf Vancouver Island am Ostufer des Millar Channel, 14,0 Hektar)
- Sutaquis IR #18 (auf Vancouver Island nördlich von Marfee Island, Epper Passage Provincial Park, 11,0 Hektar)
- Swan IR #35 (auf Vancouver Island am Westufer der Openit Peninsula, ca. 1,5 Meilen westlich von Hot Springs Cove (früher: Refuge Cove), 2,0 Hektar)
- Tequa IR #21 (auf Vancouver Island auf der Südseite der Bawden Bay, 2,4 Hektar)
- Wahous IR #19 (auf Vancouver Island an der Mündung des Cypre River in die Cypress Bay, 58,0 Hektar)
- Wahous IR #20 (auf Vancouver Island am Nordufer der Cypress Bay, 13,7 Hektar)
- Wappook IR #26 (auf Vancouver Island an der Mündung des Megin River am Nordufer des Shelter Inlet, 4,4 Hektar)
- Watta IR #25 (auf Vancouver Island, am Kopfende von Shelter Inlet, 4,8 Hektar)

## Geschichte
Als Teil der Nuu-chah-nulth teilen die Ahousaht die Geschichte dieser Ethnie und zählten zum Kulturareal der Nordwestküstenkultur. Nach ethnographischen Nachweisen waren sie Teil der maritimen Jagdkultur, die die Westküste Vancouver Islands schon früh prägte und praktizierten den Walfang – zusammen mit benachbarten Nationen der Mowachat, Tla-o-qui-aht, Ucluelet, Tseshaht sowie auch der Quileute und Quinault. Die Hauptnahrung dieser indigenen Nationen waren Wale, Fische (insbesondere Lachse), Robben und Wildpflanzen. Sie gehörten damit zu den spezialisierten, sesshaften und komplex organisierten Jägern und Sammlern. Als Teil der Nordwestküstenkultur bewohnten die Ahousaht große Plankenhäuser aus Zedernholz, die von Großfamilien (engl. extended families) einer Lineage (einlinige Abstammungslinie) unter der Führung eines Häuptlings bewohnt wurden – diese „Hausgruppen“ (engl. local groups genannt) wurden meist nach der Lokalität, einem Ahnen oder dem aktuellen Häuptling benannt. Mehrere Lineages bzw. „Hausgruppen“ einer gemeinsamen Abstammung bildeten einen Clan – mehrere dieser „Hausgruppen“ bildeten mittels Allianzen einen Stamm. Bemerkenswert war die materielle Kultur (Holzschnitzarbeiten, Bootsbau, Totempfahl, Plankenhäuser etc.). Die soziale Ordnung beruhte auf drei gesellschaftlichen Rängen: Aristokratie, Gewöhnliche und Sklaven. Letztere, die meist Kriegsgefangene waren, wurden oft bei Geschenkverteilungsfesten, dem so genannten Potlatch (Nuučaan̓uɫ-Wort: Paɬaˑč = „ein Geschenk [während eines Potlatchs] zu geben“ oder Nootka Jargon: Pa'chatle, Pa'chēētle, Pah-chilt – „hergeben“, „mir geben“), durch ihre Besitzer – Häuptlinge und Angehörige der Aristokratie – mit speziellen Keulen (sogenannten „Sklaventötern“) erschlagen. So demonstrierte die herrschende und zugleich besitzende Klasse die Bedeutung ihres Ranges. Der Potlatch diente nur einem einzigen Zweck, das Prestige zu erhöhen.
Ähnlich wie ihre Nachbarn werden sie zunächst vom Boom des Pelzhandels an der Pazifikküste (Biber- und Seeotterfelle) bis um 1825 (Ende des Seeotterfell-Handels wegen Überjagung) profitiert haben. Sie gehörten einem der beiden mächtigsten Stammes- und Handelsbündnissen der Region an; die Ahousaht und weitere Stämme rund um den Clayoquot Sound (früher: Wickaninnish Sound genannt) standen unter der Führung des berühmten Häuptlings Wickaninnish (Wikinaniš – „Er hat niemanden vor sich im Kanu“) der Tla-o-qui-aht (Tla7uukwi7ath) dessen Einflussbereich erst jenseits der Juan-de-Fuca-Straße bei den Makah unter der Führung des Häuptlings Tatoosh (Tutusi) endete. Die Stämme im Nootka Sound unter der Führung seines Rivalen Maquinna (Mukwina bzw. M'okwina – „Besitzer von Kieselsteinen“), des mächtigen Mowachaht-Häuptlings, hatten zusammen mit Kwakwaka'wakw an der Mündung des Nimpkish River ein Handelsimperium errichtet; in Yuquot konnten die Nootka-Sound-Stämme sogar ein eigenes Handelssystem entwickeln, das auf den Fellen von Seeottern und später Bibern basierte. Obwohl beide Häuptlinge sowohl verwandt als auch verschwägert waren, waren sie erbitterte Feinde und die Clayoquot-Sound-Stammeskonföderation war die einzige in dieser Region die – neben den Nootka-Sound-Stämmen – selbstständig am Pelzhandel teilnehmen konnte. Zu dieser Zeit lebten die Ahousaht noch an der Westküste von Vargas Island, und in der Calmus Passage sowie um die Cyprus Bay im Clayoquot Sound.

### Krankheiten, Umsiedlung und Neuorganisation
Ähnlich wie bei den Nachbarstämmen grassierten bis dato unbekannte Krankheiten, wie Pocken (ab 1824) und später Tuberkulose, die viele einst große mächtige Siedlungs- bzw. Hausgruppen dezimierten. Die meisten Opfer forderte die Pockenepidemie von 1862, die an der gesamten Pazifikküste Nordamerikas grassierte.
1824 siedelte der Großteil der „Ahousaht (ʔaaḥuusʔatḥ / 7aaẖuus7atẖ)“ vom Südwesten Vargas Islands nach Flores Island um, nachdem sie in einem 14-jährigen Krieg mit den „Otsosaht (ʔuutsuʔisʔatḥ)“ – den ursprünglichen Bewohnern dieser Insel – die Kontrolle hierüber gewonnen hatten. Dieser Krieg war laut Ahousaht-Überlieferung durch einen Überfall der „Otsosaht (ʔuutsuʔisʔatḥ)“ auf Vargas Island ausgelöst worden.
Als Ahousaht 1864 eine Händlerschaluppe angriffen und die Besatzung niedermachten, folgte eine Strafexpedition, in deren Verlauf 15 Männer starben.
Um 1880 schlossen sich die „Kelthsmaht/Kelsomaht (Kiltsm aʔatḥ / Qilhtsma?ath)“ den „Ahousaht (ʔaaḥuusʔatḥ / 7aaẖuus7atẖ)“ und „Otsosaht (ʔuutsuʔisʔatḥ)“ an, nachdem der überwiegende Teil der Männer bei einer Jagd im Pazifik ums Leben gekommen war. Zuvor hatten sich bereits die „Qwatswiaht/Quatsweaht (Qʷaatsuwiiʔatḥ / Qwaatswii7ath)“ und die „O-inmitisaht/Owinmitisaht (Huuʔinm itisʔatḥ / Uu7inmitis7ath)“ mit den Kelthsmaht zusammengeschlossen. In den 1940er Jahren überredete das Federal Department of Indian Affairs auch die wenigen verbliebenen „Manhousaht (Maanu̓ʔisʔatḥ / Maan'u7is7ath)“ vom Nordwesten Vargas Island, sich ebenfalls den Ahousaht Bands anzuschließen.

### Missionierung und Errichtung der Reservate
Nach 1870 begann die Missionierung massiv in den Lebensvollzug einzugreifen. 1874 missionierte Father A. J. Brabant in Begleitung des Bischofs von Victoria. 1888 wurde in Clayoquot die erste Missionsstation eingerichtet.
Die heutigen Reservate wurden den Ahousaht 1889 von Indian Reserve Commissioner Peter O’Reilly zugewiesen. Ab 1890 wurden die Kinder zunehmend in Missionsschulen geschickt. 1899 entstand die Christian Indian Residential School auf Meares Island. In Ahousaht auf Flores Island entstand eine Presbyterianermission.

### Eine Momentaufnahme: Die Volkszählungen von 1881 und 1891
Die Volkszählungen ergeben, dass 1881 und 1891 genau 261 bzw. 273 Ahousaht im Reservat lebten. Ihr Häuptling war 1881 Nookamis, damals 44 Jahre alt, wobei die Datenbank einen zweiten, ebenfalls 44-jährigen Häuptling namens Moqueena verzeichnet. Seine Familie umfasste 25 Mitglieder, die seines Amtskollegen 16. Beide Häuptlinge erscheinen 1891 ebenfalls in der Volkszählung, Nookamis ist hierbei 55, Moqueena 54 Jahre alt.
Wenn überhaupt Berufsangaben gemacht wurden, dann waren alle als „Fisherman“ (80 mal) eingetragen worden, außer dem Häuptling, der als „Indian Tribal Chief“ erscheint (2 mal). Die 261 Menschen verteilten sich auf 21 Familien.
Mit seinen 70 Jahren war You mote ook der älteste, 13 gaben an, zwischen 60 und 69 zu sein, 12 zwischen 50 und 59, wobei die Angabe 50 sehr häufig auftaucht. Diese Häufung auf der runden Zahl tritt bei den 46 40- bis 49-Jährigen noch deutlicher auf, was auf Schätzungen hindeutet. 32 Kinder waren bis zu 3 Jahre alt, 13 zwischen 4 und 6, 23 zwischen 7 und 10, 42 zwischen 11 und 18 – 110 der 261 Ahousaht waren nach heutigen Maßstäben also minderjährig. Mit der Einrichtung der Residential Schools wurden also rund 40 Prozent der Bevölkerung „abgezogen“, da sie sich dauerhaft in den internatartigen Schulen aufzuhalten hatten.
Der überwiegende Teil von ihnen trug zu dieser Zeit bereits erkennbar christliche Namen, die älteren überwiegend traditionelle. Der Übergang scheint schwerpunktmäßig um 1874 stattgefunden zu haben.
Die Zählung von 1891 verzeichnet 14 „Canoe Makers“ (Kanumacher) aus 10 Familien, die meisten zwischen 40 und 50 Jahre alt, der jüngste 30, der älteste 64. Dazu kamen 55 „Seal Hunters“ (Robbenjäger), aus jeder der 21 Familien mindestens einer. Die weitaus meisten waren zwischen 20 und 40 Jahre alt, der älteste 50, der jüngste 16. Die 22 als „Fishermen“ bezeichneten Männer stammten aus 16 Familien, waren bis zu 70 Jahre alt, überwiegend jenseits der 50, selten unter 40.

### Weiße Zuwanderer
Das sprunghafte Anwachsen der Zuwanderung aus Europa und den USA brachte die Ahousaht und ihre Nachbarn weiter unter Druck, Holzeinschlag und Bergbau bedrängten die Inselökologie zunehmend, die die Voraussetzung der lokalen Kultur und der Ernährung bildete. 1874 eröffnete Frederick Thorberg auf Stubb’s Island den ersten Laden, 1889 entstand der erste Laden auf Meares Island, bald sogar ein Hotel. Im Jahr zuvor zog der erste Weiße nach Tofino.
Zwischen 1904 und 1910 stieg die weiße Bevölkerung im Clayoquot Sound von 150 auf 300. Doch die Suche nach Kohle und Metallen blieb weitgehend erfolglos, so dass die Industrie schnell wieder zum Erliegen kam. Ein Abkommen von 1911 zwischen Kanada, den USA, Russland und Japan führte dazu, dass auch der letzte Rest von Pelzhandel verschwand. Zwar verlangsamte sich der Zuzug, doch 1923 wurde Tofino an die Wasserversorgung angeschlossen, 1956 an die Straße nach Port Alberni.

### Flores Island
Heute befinden sich die beiden Hauptsiedlungen der Ahousaht First Nation – „Marktosis (Maaktusiis)“ und „Ahousaht (Ahousat)“ auf Flores Island, das nur rund 150 km² groß ist und hat einen Umfang von 82 Kilometern hat. Der Anderson Lake ist das wichtigste Trinkwasserreservoir.
1984 unterstützte das Western Canada Wilderness Committee die Nuu-chah-nulth-Stämme bei ihren Bemühungen um den Schutz des Clayoquot Sounds, einem Gebiet von 2.620 km². Diese Auseinandersetzungen füllten die nächsten beiden Jahrzehnte, und der Ahousaht Wild Side Heritage Trail ist ein Versuch, den Regenwald und die lokale Kultur zu schützen und zugleich Besuchern zu erklären. Darüber hinaus dient er als eine Art Gedächtnis, wenn man so will als eine historische Quellensammlung. Er wurde 1993 begonnen und zog im ersten Jahr 8000 Besucher an, ein Ansturm, dem der Pfad nicht gewachsen war. 1994 war der Stammesrat entschlossen, ihn zu schließen, wenn nichts gegen die Zerstörungen unternommen würde. Aus Mitteln des Youth Service Canada wurden 25 Leute beschäftigt, die innerhalb von sieben Monaten die nötigen Arbeiten durchführten. Außerdem wurden auf dem Pfad nicht nur Erläuterungstafeln für die natürliche Umgebung aufgestellt, sondern auch für Stätten, die für die Kultur der Ahousaht und ihre Geschichte von Bedeutung sind.

## Politische Repräsentation nach dem Indian Act und traditionelles Häuptlingstum

### Politisches Chief- und Council-System
In Kanada werden seitens der Regierung die First Nations zu rein administrativen Zwecken als „Bands“ bezeichnet, für diese „Bands“ wurde Ende der 1940er Jahre ein „Chief- und Council-System“ eingeführt, das die traditionellen Häuptlinge (Hereditary Chiefs) ersetzen sollte. Heute bestimmen daher die Ahousaht mittels Gewohnheitswahlrecht (Custom Electoral System) alle vier Jahre einen neuen Stammesrat (auch Chief- und Council-System genannt), bestehend aus einem Chief Councillor (Häuptling) sowie insgesamt 12 Councillors (Ratsmitgliedern), seit 2000 dürfen auch Stammesangehörige, die außerhalb der Reservate leben, ebenfalls an Wahlen und Abstimmungen teilnehmen. Nur dieser Stammesrat wird seitens der Bundesregierung und Provinzregierung offiziell als politische Vertreter der Band (bzw. First Nation) anerkannt. Paul Sam war 1949 bis 1962 der erste gewählte Chief Councillor (Häuptling) der Ahousaht.
Daher muss beim Begriff Chief (Häuptling) genau zwischen den nach dem Chief- und Council-System gewählten politischen Vertretern – den Chief Councillor (Häuptling) und den 12 Councillors (Ratsmitgliedern) und den traditionellen drei Hereditary Head Chiefs, also den durch Erbschaft zu ihrem Status gekommenen Häuptlingen, unterschieden werden.

### Traditionelles Häuptlingstum
Neben diesem Wahlsystem für die politische Organisation der First Nation haben die Ahousaht jedoch ebenfalls ihr traditionelles Regierungs- und Repräsentationssystem beibehalten können.
Die Rolle der Ha'wiih (Erbhäuptlinge) im Regierungssystem der Ahousaht besteht darin, sich um ihre Ha'houlthee (Gebiet und Ressourcen) zu kümmern. Das „Ha'wiih-System“ ist unter den Ahousaht immer noch lebendig und wird mittels überlieferter Geschichte und Gesetzen tradiert und zugleich begrenzt. Diese Gesetze, die die Herrschaft der „Ha'wiih“ definieren und begrenzen (kein Ha'wilth (Erbhäuptling) steht über dem Gesetz) werden durch die Wit-wok genannten Männer für die Nachkommen und die Zukunft bewahrt und überliefert. Jeder „Ha'wiih“ hatte mehrere Berater und konnte keine Entscheidung alleine treffen, seine Macht war daher begrenzt. Alle „Ha'wiih“ haben traditionell Sprecher (speaker), die redegewandt und über ein detailliertes Wissen über die Geschichte des jeweiligen „Ha'wilth“-Sitzes (einschließlich der Lineage) und seiner Ha'houlthee haben. Jeder „Ha'wilth“-Sitz bzw. „Ha'wiih“ besitzt ein „Ha'houlthee“, das innerhalb eines fest definierten und geschützten Territoriums das Land, Meer, Ressourcen und die hierin lebenden Menschen umfasste. Diese Grenzen zwischen den einzelnen „Ha'houlthee“ waren wichtig und wurden geschützt. „Ha'wiih“ haben die Macht, einer verdienten Person einen „Sitz“ (Dik-qo-wilth genannt) zu verschaffen (vergleichbar etwa mit einem „Adligen“) und so dieser Person einen kleinen Teil des „Ha'houlthee“-Territoriums zur Pflege zum Besitz zu geben (das Eigentumsrecht verblieb bei der Lineage des „Ha'wiih“).
Die Ahousaht haben eine mündliche Überlieferung, die 17 oder 18 Generationen zurückreicht und schildert, wann aus einer erblichen „Ha'wiih“-Position drei wurden. Jeder „Ha'wilth“-Sitz bzw. „Ha'wiih“ steht einer Hausgruppe (Lineage) vor mit jeweils eigenem Namen. Der Häuptlingsname für den „Tyee Ha’wiih“ (höchstrangigen Ahousaht-Ha’wiih) ist Maquinna, die beiden anderen Häuptlingsnamen der drei wichtigsten „Ha’wiih“ lauten: Klaakish-wiiya und Ah-in-chut („Jeder ist auf Dich angewiesen“).
Zudem werden seitens der führenden „Ha'wilth“ noch die vier traditionellen „Ha'wilth“ der vormals selbstständigen Siedlungs- bzw. Hausgruppen der Kelthsmaht (Kiltsm aʔatḥ), Manhousaht (Maanu̓ʔisʔatḥ / Maan'u7is7ath), Qwatswiaht/Quatsweaht (Qʷaatsuwiiʔatḥ / Qwaatswii7ath) und O-inmitisaht/Owinmitisaht (Huuʔinm itisʔatḥ / Uu7inmitis7ath) anerkannt, die sich mit den Ahousaht zusammengeschlossen haben.
Für sie gibt es drei Fixpunkte „politischer und sozialer Solidarität“: Die lokale Gruppe, den Stamm (tribe) und die Familiengruppe. Die lokale Gruppe wurde durch eine Gruppe von Häuptlingen zusammengehalten, die ein achtköpfiger Rat umgab. Sie trug den Namen ihres ursprünglichen oder aktuellen Wohnortes oder den Namen des erblichen Häuptlings.
Der Stamm verband eine Gruppe von Menschen, die über Eheschließungen verwandt waren, deren Häuptlinge in einem festen Rangsystem zueinander standen, und die einen gemeinsamen Sommer- oder Winterort aufsuchten. Sowohl eine lokale Gruppe, als auch ein Stamm konnten die Endsilbe „-aht“ aufweisen.
Die lokale Gruppe setzte sich wiederum aus Familien zusammen, oder besser Familienlinien, die in einem gemeinsamen Mehrgenerationenhaus lebten. Innerhalb dieser Gruppe entschied die Nähe zum gemeinsamen Ahnen, also überwiegend das Alter, über die Stellung in der Familie.
Am 23. Juli 2009 wurde Shawn Atleo, traditioneller Häuptling der Ahousaht, zum Vorsitzenden der Versammlung der First Nations gewählt.

### Nuu-chah-nulth Tribal Council
Das Nuu-chah-nulth Tribal Council ist die gemeinsame politische Vertretung aller Nuu-chah-nulth (mit Ausnahme der Pacheedaht) für Vertragsverhandlungen gegenüber der Provinz- und Bundesregierung und ist in drei geographischen Regionen aufgeteilt: die Ahousaht zählen zusammen mit den Hesquiaht (ḥiškʷiiʔatḥ / hishkwii7ath), Tla-o-qui-aht (ƛaaʔuukʷiiʔatḥ / tla7uukwi7ath), Toquaht (t̓ukʷaaʔatḥ / t̕uuk̓ʷaaʔatḥ) und Ucluelet (Yuułuʔiłʔatḥ) zur zentralen bzw. mittleren Region. Diese Zentralregion ist innerhalb des Nuu-chah-nulth Tribal Council durch einen Co-Chairman repräsentiert. Jedoch sind die einzelnen traditionellen „Ha'wiih“ (Erbhäuptlinge bzw. Hereditary Chiefs) in diesem Rahmen und in Traditionsangelegenheiten gegenüber den gewählten Chief Councillors (Häuptlingen) und Councillors (Ratsmitgliedern) weisungsbefugt sind.

## Wirtschaftliche Situation
Die wichtigsten wirtschaftlichen Aktivitäten in der Gemeinde Ahousaht sind der Tourismus, die Fischzucht, die Forstwirtschaft und der Fischfang (einschließlich Muscheln). Die letzten beiden sind in den letzten Jahren zurückgegangen. Zudem sind Ahousaht saisonal im Wassertaxi-Transport, im Bauwesen und in der Aquakultur beschäftigt. Es gibt fünf Unternehmen, die von der Ahousaht-Verwaltung betrieben werden, darunter Unternehmen in den Bereichen natürliche Ressourcen, Tourismus, Lebensmittel und Transport, sowie mindestens 13 bis 15 Unternehmen in der Region, die von Ahousaht-Mitgliedern betrieben werden. Dazu gehören Restaurants, eine Galerie, Reiseunternehmen, Wassertaxis, Bauunternehmen und professionelle Dienstleistungen. Einige Ahousaht haben Stellen im Öffentlichen Dienst, dazu kommen Einkünfte aus dem 1993 eingerichteten Öko- und Kultur-Wanderweg, der den Hauptort mit Buchten, Wäldern, dem höchsten Berg der Insel (Mount Flores, 886 Meter) und anderen Natursehenswürdigkeiten verbindet. Zugleich erhält man dort Erläuterungen zu den Gebräuchen und zur Geschichte der Ahousaht. Nur 15 Leute haben diesen rund 12 Kilometer langen Pfad in Eigeninitiative als Ökopfad begonnen, zahlreiche Helfer und Sponsoren haben sie unterstützt. Er führt bis zur Cow Bay, wo sich Grauwale versammeln.
Im November 2009 klagten die Ahousaht und vier weitere Nuu-chah-nulth-Stämme auf Zulassung zum kommerziellen Fischfang (Ahousaht Indian Band And Nation v. Canada Attorney General, 2009 BCSC 1494). Bei einem Town Hall Meeting am 2. Februar 2018 in Nanaimo fragte ein Häuptling der Ahousaht, Greg Louie, den kanadischen Premier Justin Trudeau danach. Er empfand Trudeaus Antworten, die besagten, das sei ein langwieriges Problem, als Verzögerungstaktik. Bezüglich der von ihm versprochenen Verhandlungen über die Fischereirechte hörte er weder den Namen von zuständigen Ämtern oder Personen, noch einen Zeitrahmen dafür.

## Kultur

### Verhältnis zur natürlichen Umgebung
Wie der Elder Roy Haiyupis erklärt, ist „Respekt der eigentliche Kern unserer Traditionen, unserer Kultur und Existenz. Es ist sehr grundlegend für alles, was wir im Leben antreffen … Der Respekt gegenüber der Natur erfordert einen gesunden Stand des Schutzes aus einer gesunden Haltung heraus. Es ist weise die Natur zu achten. Achtet das Spirituelle … Es ist nicht menschlich Lebensmittel zu vergeuden. Es ist inhuman übermäßig auszubeuten. ‚Schützen‘ und ‚Erhalten‘ sind Schlüsselwerte in der Achtung vor der Natur und gegenüber den natürlichen Lebensquellen. Verletze oder töte niemals aus sportlichen Motiven. Es zerstört Deine Ehre. Es zerstört Deine Integrität und Verlässlichkeit. Die Natur hält den Schild über uns, oder die natürliche Barriere aufrecht, die, wenn erst einmal zerstört, gegen Euch zurückschlagen wird.“

### Eigentumsbegriff
Traditionell gehört alles Land dem Ha'wiih, dem Hereditary Chief (Erbhäuptling) – dazu gehören Flüsse und Fischgründe, Jagd- und Sammelgebiete, aber auch Teile des Pazifiks, oder besser gesagt, der mehrere Meilen breite Küstenstreifen. Das gesamte Stammesgebiet inklusive der Dörfer ist sein Eigentum. Doch teilt er diesen Anspruch mit verschiedenen Stammesmitgliedern, wie den Sub-Chiefs, oftmals seinen jüngeren Verwandten. Auch die Töchter, die den Stamm verlassen, erhalten solche Rechte, damit ihre Kinder ihre Wurzeln nicht vergessen. Ein anderer Typ von Besitzrecht ist das tupaati, bei dem es sich eher um zeremonielle Vorrechte handelt. Diese Rechte gehen meistens auf den ältesten Sohn, auf mehrere Kinder oder auf die Tochter bis zu ihrer Heirat über. Zu diesen Rechten gehört beispielsweise das Recht Fischfallen an bestimmten Orten aufzustellen, Fang- und Sammelrechte, auch Walfangrechte.
Die ha-hoolthee, die Häuptlingsprivilegien und ökonomischen Vorrechte, waren bei den Ahousaht und ihren Nachbarn ressourcenspezifisch, das heißt der erste Lachsfang im Jahr gehörte dem Häuptling, Hering und anderes wurde ihm als Abgabe geleistet usw. Die Sub-Chiefs führten diese Aufgaben bis in die 1950er Jahre durch. Die Strände hatten dabei ihre eigenen Wächter, die hitinkisnak. Sie existierten sogar fast bis zur Jahrhundertwende.
Insgesamt sind Geburtsrechte und -ehren also sehr stark vertreten. Als die insgesamt sieben Stämme in den Ahousaht aufgingen, behielt jeder Chief und seine Erblinie alle Rechte, wenn sie diese auch gerade nicht in Anspruch nahm.

### Landrückgabe
Die Ahousaht verhandeln derzeit mit der Weyerhaeuser Ltd. um Rückgabe des gesamten Landes innerhalb des Reservats. Weyerhaeuser ist, nachdem es 1999 MacMillan Bloedel Limited aufgekauft hat, der größte Holzverarbeiter in Kanada.
Mit den Regierungen von Kanada und der Provinz British Columbia verhandeln die Ahousaht seit 1993. Hierbei geht es um die Ausdehnung, aber auch die Privatisierung der Reservate und den Verzicht auf das traditionelle Stammesgebiet, sowie Entschädigungen.